# Грохоциці
Грохоциці (пол. Grochocice) — село в Польщі, у гміні Ожарув Опатовського повіту Свентокшиського воєводства.
Населення — 138 осіб (2011).
У 1975-1998 роках село належало до Тарнобжезького воєводства.

## Демографія
Демографічна структура на день 31 березня 2011 року:
|          | Загалом | Допрацездатний вік | Працездатний вік | Постпрацездатний вік |
| -------- | ------- | ------------------ | ---------------- | -------------------- |
| Чоловіки | 76      | 17                 | 50               | 9                    |
| Жінки    | 62      | 9                  | 42               | 11                   |
| Разом    | 138     | 26                 | 92               | 20                   |